# Il Sole 24 Ore
Az Il Sole 24 Ore (logója szerint: Il Sole 24 ORE; magyarul: A Nap – 24 óra) olaszországi gazdasági napilap, amely a harmadik legnagyobb példányszámban terjesztett napilap a Corriere della Sera és a la Repubblica után.
Az újság kiadója a Gruppo 24 ORE, amit a milánói tőzsdén is jegyeznek 2007 óta. A kiadócsoport tulajdonosa a Confindustria, az Olasz Gyáriparosok Szövetsége.

## Története
Az újság 1965-ben alakult az Il Sole (A Nap; alapították 1865-ben) és a 24 Ore (24 óra; alapították 1933-ban) napilapok összeolvadásából.
A gazdasági és a politikai élet híreit közli. Naponta megjelenő melléklete, a Finanza e Mercati terjedelmes részvény- és pénzügyitermék-listákat tartalmaz.
Az újságnak hetente négy melléklete jelenik meg: Casa24Plus (csütörtök, ingatlan), Moda24 (péntek, divat), Plus (szombat, pénzügyi), Nòva24 (vasárnap, technológia, innováció).
Az újság politikai irányzata nem egyértelmű, ugyanis egy 2007-es cikk szerint az újság inkább a gazdasági élet szereplőitől függ.

## Szerkesztőségek
Az újságnak két központja van: Milánóban a via Monte Rosa 91 alatt és Rómában a Piazza Indipendenzán található székházban. Emellett az újságnak 9 olasz regionális nagy városban találhatók szerkesztőségeik: Nápoly, Torino, Firenze, Bologna, Genova, Trieszt, Padova, Palermo és Bari városokban.